# Farinha múltipla
A chamada farinha múltipla ou farinha multimistura é uma tecnologia social difundida como complemento alimentar para o combate à mortalidade infantil e a desnutrição.
Geralmente composta por farelos (de arroz, de trigo e/ou de milho), sementes (de abóbora, melancia e/ou gergelim), pó de folhas verde-escuras (de aipim, de batata doce e de abóbora) e cascas de ovos, apresenta variações regionais em termos quantitativos e qualitativos da formulação.
À farinha múltipla é atribuído valor como suplemento/complemento alimentar por conta do teor e variedade dos nutrientes que possui, vindo a sua utilização, por esse motivo, sendo preconizada para recuperação/reequilíbrio nutricional. Essas qualidades, aliadas ao seu baixo custo e simplicidade de preparação têm sensibilizado diversas instituições sociais para a utilização desta multimistura no combate à desnutrição, principalmente infantil e outros quadros de carências relacionadas à alimentação.
O Conselho Federal dos Nutricionistas, por outro lado, questionou publicamente o seu efetivo valor nutricional (levando em consideração a biodisponibilidade dos nutrientes e fatores antinutricionais) e suas condições higiênico-sanitárias.
Por sua vez, a pioneira do uso da multimistura no Brasil, Clara Brandão, teria alegado que a retirada de apoio governamental aos programas de multimistura estaria associada à sua substituição por farinhas industrializadas, produzidas por multinacionais.
- promover o crescimento (dentro e fora do útero),
- aumentar a resistência às infecções,
- prevenir e curar a anemia nutricional,
- diminuir diarreias,
- diminuir doenças respiratórias e
- manter a saúde

## Sugestão de preparação

### Ingredientes
- farelo de arroz;
- farelo de trigo;
- folhas verdes escuras (de mandioca, de batata-doce, de abóbora ou de chuchu);
- sementes (de girassol, de gergelim, de abóbora, melancia ou melão. Na sua ausência poderão ser utilizados amendoim e castanhas da região).

### Preparo prévio dos ingredientes
O farelo de arroz deverá ser peneirado e tostado até ao ponto de cheiro de amendoim torrado. Se tostar demais, apresentará sabor amargo.
O farelo de trigo, caso seja muito grosso, deverá ser novamente moído e peneirado, antes de ser tostado.
As folhas verdes escuras devem ser lavadas e secas à sombra em tempo seco, ou em estufa ou forno ventilado, em tempo chuvoso. As folhas mais suculentas exigem cuidados especiais para a sua secagem. Após secas, devem ser trituradas em liquidificador ou em pilão, e peneiradas.
As sementes devem ser lavadas, secas, tostadas, moídas e peneiradas.

### Preparo da multimistura
- 3 medidas de farelo de arroz;
- 3 medidas de farelo de trigo;
- ½ medida de sementes de gergelim;
- ½ medida de sementes de girassol;
- ½ medida de sementes de abóbora, melancia e melão misturadas;
- ½ medida de folhas de abóbora;
- ½ medida de folhas de batata-doce.

### Modo de usar
Recomenda-se a utilização de uma a duas colheres de farinha múltipla polvilhadas em cada refeição, durante o dia.
Além disso, a farinha múltipla é considerada ideal para revitalizar a massa de farinha branca (como por exemplo, a de trigo) nas demais receitas culinárias (em pães, tortas, bolos, farofas, suflês, omeletes) e ainda com iogurtes, leite, feijão, arroz, sopas e outras. Nessas receitas, sugere-se o acréscimo de uma colher de farinha múltipla para cada xícara de arroz, farinha de trigo ou fubá.